# Serianthes grandiflora
Serianthes grandiflora är en ärtväxtart som beskrevs av George Bentham. Serianthes grandiflora ingår i släktet Serianthes och familjen ärtväxter. Inga underarter finns listade i Catalogue of Life.

## Bildgalleri

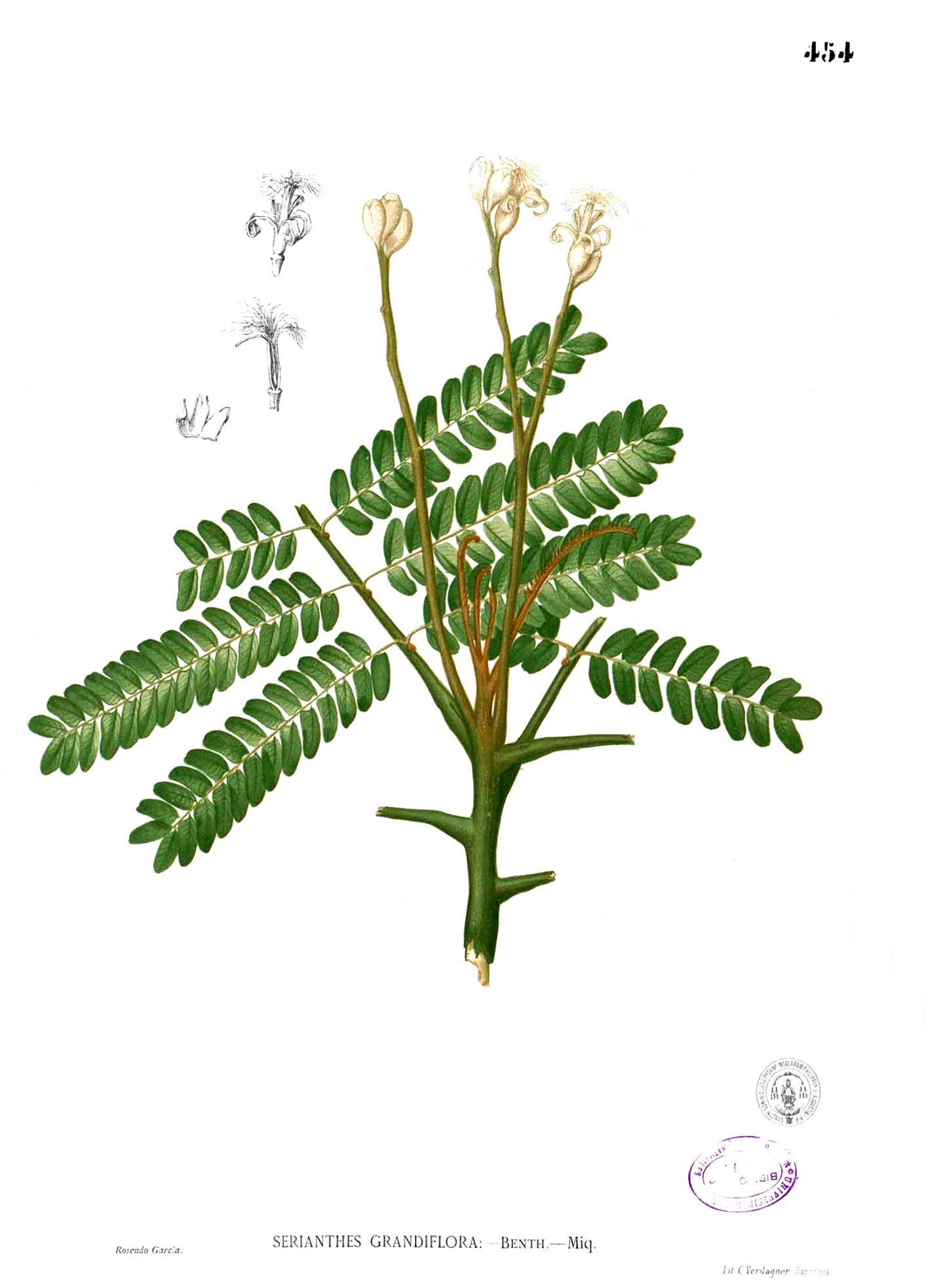